# ペンペントライアイスロン
『ペンペントライアイスロン』は、1998年11月27日にゼネラル・エンタテイメントより発売されたドリームキャスト用レースゲームであり、ドリームキャスト本体と同時に発売された4本のローンチタイトルの1本である。
4人同時対戦可能。

## 概要
氷の惑星「アイスドプラネット」に住む生き物ペンペンが開催する競技ペンペントライアイスロン（トライアスロンのようなもの）で「走る・滑る・泳ぐ」の3つのアクションを駆使しての追いかけっこが繰り広げられる。
ゲーム内容はオーソドックスなレースゲームだが、アクセルボタンをタイミング良く押して離す「ストローク」というシステムを導入した事でオリジナリティを確立している。

## 登場キャラクター
声優は全て大沢事務所に所属。実況はデニス・ガンが担当。

### 操作キャラクター
スパーキー
声 - 小桜エツ子
種族 ペンペン。性別は雄。スピード狂でサービス精神旺盛な元気者だが、子供っぽいところもある。体色は水色で、ヘルメット（通称：スパークメット）を被っている。
ティナ
声 - 阪口あや
種族 ペンペン。性別は雌。お洒落好きで、いつも化粧をしている。見た目通り色っぽいが、金も好きで少しプライドが高い。体色は茶色で、赤のボンデージを着ている。
バック
声 - 田中冬星
種族 トドペン。性別は雄。寝ていることが多いのんびりとした性格だが、怒ると怖い。力持ちである。体色はオレンジ。
Mr.バウ
声 - バカボン鬼塚
種族 イヌペン。性別は雄。意味もなく全力疾走する猪突猛進型な性格で、走りの際のダッシュがとても速いが、少しバカっぽい。体色は青で、目の焦点が合っておらず、赤いシルクハットを被っている。
バレリー
声 - 佐々木るん
種族 カバペン。性別は雌。甘えん坊な性格のかわいこぶりっ子だが、妬きもち焼きで興奮しやすい。体色はピンク。
スニーク
声 - 松尾貴司
種族 タコペン。性別は雄。悪戯好きなお調子者。いつもおちゃらけているが、口が開いた描写はない。危険な時は墨をはく。泳ぎの際は背中を前にして噴水孔を使う。体色は赤。
ジョー
声 - 鈴木英一郎
種族 サメペン。性別は雄。短気かつ凶暴な性格で、ペンペンの中で一番乱暴者である。体色は薄い紫で、ところどころに傷があり、左右非対称の目を持つ。
ハナミズ
声 - 八戸優
種族 不明。性別も不明。風邪引きな性格で、名前の通り常に鼻水を垂らしている。口がお腹にあるためか、滑りの際ははスキー板を使用。体色は空色。
ダッシュゾーンの際のダッシュが他のキャラクターと比べると強かったり、（泳ぎの場合ダッシュ時間が長く、走りの場合とても速い。）バックで走ると他のペンペンのダッシュ状態並みの速さで走ったりと、基本性能が他の操作キャラクターより強い。CPUキャラクターとして出場するとプレイヤー操作キャラクターを待っていたりする。しかしプレイヤー操作キャラクターに追い抜かれたり、引き離されたりすると、ダッシュゾーンと同様の加速を自由に行うため、かなり引き離していても追い抜かされることがある。

### コースオーナー
Mrs.クリーム
声 - 阪口あや　
おかしのコースのオーナー。若く見えるが当年とって35歳。
心優しいしっかり者で、アイスドプラネット先住民族が住むおかしの村の村長も務めている。ペンペンのティナの憧れの存在でもある。
ンガポゴ
声 - 田中冬星
ひきょうのコースの青年オーナー。4人のオーナーの中では最年少の23歳。一人称は「おれ」。
のんびり屋な性格で、帽子に住まわせている相棒の鳥はでしゃばりでうるさい。
バンビマスク
声 - 八戸優
おもちゃのコースのオーナー。53歳。
とにかく子供が大好きで、子供が受けるように常に鹿のマスクをしており、子供のような外見とは裏腹に大人の貫禄を漂わせている。彼の下にいる車の姿をした執事ガンビーノは彼が生まれたころから従事している。
ホラーマン
声 - 鈴木英一郎
ホラーのコースのオーナー。年齢は4人の中で最年長の4771歳（自称）。一人称は「わがはい」。
ホラー族出身の伯爵で、のんびりした雰囲気のアイスドプラネットでも一人異様な雰囲気をもつ。高貴な生まれであるというプライドの高さからか傲慢かつ威圧的な性格をしており、常に人を見下した態度をとるが、ハナミズに対しては苦手意識を示している。

## ペンペンたちのアクション（走りの区間）
ジャンプ
段差を飛び越える際に使用する。CPU操作キャラクターは壁と接触した際も使用する。
アタック
前方に猛スピードで突っ込み、接触したペンペンを一時行動不能にする。空振りすると立て直しのために一時行動不能になる。

## ペンペンの体格
チビペン
体の小さいペンペン。スパーキー、ティナ、Mr.バウ、スニーク、ハナミズがチビペンである。小回りが利くが、アタックに少々弱いため、デカペンにアタックされると、立て直しに時間がかかる。
デカペン
体の大きいペンペン。バック、バレリー、ジョーがデカペンである。小回りは利かないが、アタックが強く、チビペンにアタックされても立て直しが速い。

## レースの種類
イージーアイスロン
最も簡単なレースで障害となる生物も出現しない。滑り、泳ぎ、走りが1区間ずつの3区間。6匹でレースを行う。
ミドルアイスロン
コース全長はイージーアイスロンと同じだが、障害となる生物が出現し、バトルゾーンが仕掛けとして登場する。7匹でレースを行う。
ロングアイスロン
ミドルアイスロンにさらに滑りの区間を1区間加えた4区間で構成。生物、バトルゾーン等の障害も存在する。8匹でレースを行う。
どうしゅたいけつ
他のペンペンがすべて操作キャラクターのペンペンと外見が異なる同種のペンペンとなる。コースはロングアイスロンと同様で、8匹でレースを行う。
ハナミズたいけつ
ハナミズと一騎討ちを行う。コースはミドルアイスロンと同様。

## コース
各コース一番下に記されている区間は、ロングアイスロン、どうしゅたいけつのみ使用する区間。
おかしのコース
ぷるぷるゼリーのおか
おかしのむら
ソフトクリームとうだい
フラッペのもり
ひきょうのコース
アナコブンダリバー
クラーケンすいどう
アイスバットどうけつ
ナウマンモせつげん
おもちゃのコース
タックリングパーク
バスタブすいろ
ピンボールバレー
ブロックキャッスル
ホラーのコース
ガイコツどうくつ
かいぞくせんのはかば
ホラーハウス
ハロウィンロード

## コース上の障害や仕掛け
ダッシュゾーン
光る渦の様な形をしており、通過するとペンペンが加速する。
深い雪、水たまり
入るとペンペンが減速する。ハナミズのみ減速しない。
つるつる氷
ダッシュゾーン程ではないが、早く進める。しかし、グリップが低下したり、減速しにくかったりする。
アイスドプラネットの生物
コース上に生息しており、ぶつかると減速する。ぶつかり方や相手が悪いと、完全に停止することもある。
バトルゾーン
イージーアイスロン以外のコースの走りの区間に出現。ペンペンが先に進むことを著しく妨害する仕掛けがされており、混戦となり順位が変動しやすいので、うまく進むことができれば、大きく順位を上げることができる。

## キャラクターデザイン
個性的なキャラクターが多数存在していることから発売前から賛否両論があった。

## 開発
本体発売日と同時に販売する事を目標に掲げた結果、2ヶ月余りという驚異的な短期間で製作し終えている。
それにも拘らず開発期間が比較的長期だった他のローンチタイトルよりグラフィック、音楽、ゲーム性でユーザーの高評価を得ているという雑誌等の調査結果もあり、スタッフの優秀さが窺える。

## 他ゲームへの出演
同時期に発売されたドリームキャスト用ゲーム「ブルースティンガー」内で子供向けキャラクターとして出演している。